# Mestre da Lourinhã
O Mestre da Lourinhã foi um pintor do século XVI, da escola luso-flamenga. Esta escola faz a transição do gótico final para o Renascimento e é influenciada pelas técnicas e estética dos primitivos flamengos do século XV.

## Biografia
Denominação dada ao autor desconhecido de uma série de pinturas do século XVI. 
Calcula-se que este mestre tenha estado profissionalmente activo entre 1500 e 1540 e pela análise das suas obras chegaram certos historiadores, como Reynaldo dos Santos e Luís Reis-Santos, a colocar a hipótese de ser de origem flamenga, como foi o caso de bastantes outros artistas desta época. 
Luís Reis-Santos foi de facto o primeiro historiador a dedicar-se ao estudo das pinturas deste mestre (e o que propôs o nome que o identifica), a partir de duas obras chamadas São João Baptista no Deserto e São João Evangelista em Patmos (c. 1515) que se encontram no Espaço Museológico da Santa Casa, da Santa Casa da Misericórdia da Lourinhã.
Estas duas pinturas tinham sido oferecidas pela segunda mulher do rei D. Manuel, a rainha D. Maria, a um mosteiro de monges jerónimos existente na ilha Berlenga, e quando este se extinguiu foram levadas para o Mosteiro de Vale Benfeito (em Peniche) e, posteriormente, para a dita Misericórdia. 
Algumas das demais obras atribuídas ao Mestre da Lourinhã encontram-se no Museu Nacional de Arte Antiga (oito pinturas sobre madeira - entre as quais Cristo envia S. João e S. Tiago em Missão Apostólica e S. Tiago e Hermógenes, que pertenceram presumivelmente ao Políptico do Convento de Santiago de Palmela, o Tríptico dos Infantes (impropriamente chamado de tríptico pois sabe-se que estas 3 pinturas fariam parte de um políptico com muitas mais pinturas cujo estado e paradeiro se desconhece) e o Pentecostes), na Sé do Funchal (o Políptico da Capela-mor da Sé do Funchal datado de cerca de 1510/1515, encomendado por D. Manuel), na igreja do santuário do Cabo Espichel, na igreja Matriz de Arruda dos Vinhos, na de Cascais, na Fundação Medeiros e Almeida (A Virgem e o Menino) e no Museu de Beja. 
O conjunto das pinturas que lhe são atribuídas destacam-se pelo marcado estilo próprio do autor, que não se limitaria a copiar nem faria parte de uma oficina, e pelo avanço técnico e estilístico em relação à época perante o que se fazia em Portugal. Entre várias hipóteses colocou-se a de este personagem ser o pintor/iluminador Álvaro Pires activo no século XVI (não confundir com o pintor Álvaro Pires de Évora activo no século XV), uma vez que também executava magistralmente obras encomendadas pelo rei e seus familiares e se encontram semelhanças no que se refere à execução pictórica. Foi também avançada (pelo historiador da Arte Rafael Moreira) a possibilidade de se tratar do pintor João de Espinosa, pintor régio de D. Manuel. Esta hipótese tem por base um documento referente a pagamentos feitos em Almeirim a este pintor (foi, pois, feita a associação desse documento com a execução do já referido Tríptico dos Infantes). Tanto a hipótese Álvaro Pires como a hipótese João de Espinosa devem ser vistas como hipóteses ainda sem comprovação definitiva, e como tal meras hipóteses de trabalho.
No actual estado dos conhecimento, a hipótese da existência de um Mestre da Lourinhã ainda não é mais do que uma hipótese, sendo sintomático deste facto que o corpus inicialmente a ele atribuído está cada vez mais reduzido (praticamente só as pinturas de Palmela, as duas da Lourinhã, o Tríptico dos Infantes e o Políptico da Capela-mor da Sé do Funchal); a sua ascendência flamenga também não é certa, não afirmando Luís Reis-Santos, por exemplo, que ele seja flamengo, mas sim influenciado por modelos flamengos, nomeadamente no tratamento das paisagens. O mesmo historiador de arte sugeria, assim, possíveis influências do pintor Joachim Patinir ou da sua oficina.

## Algumas obras
- São João Baptista no Deserto (Museu da Santa Casa da Misericórdia da Lourinhã)
- São João em Patmos (Museu da Santa Casa da Misericórdia da Lourinhã)
- Cristo Envia S. João e São Tiago em Missão Apostólica (Museu Nacional de Arte Antiga, Lisboa)
- Santiago e Hermógenes (Museu Nacional de Arte Antiga, Lisboa)
- Políptico da Capela-mor da Sé do Funchal
- Políptico do Convento de Santiago de Palmela
- Tríptico dos Infantes (Museu Nacional de Arte Antiga)

## Galeria

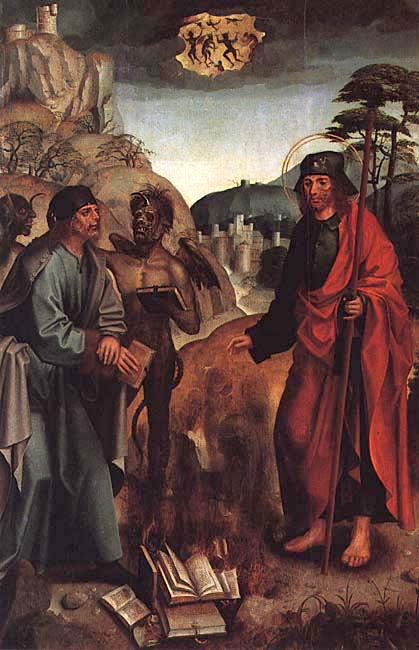
Conversão de Hermógenes
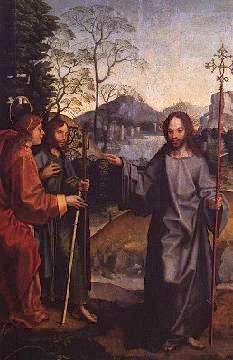
Cristo Envia São João e São Tiago em Missão Apostólica
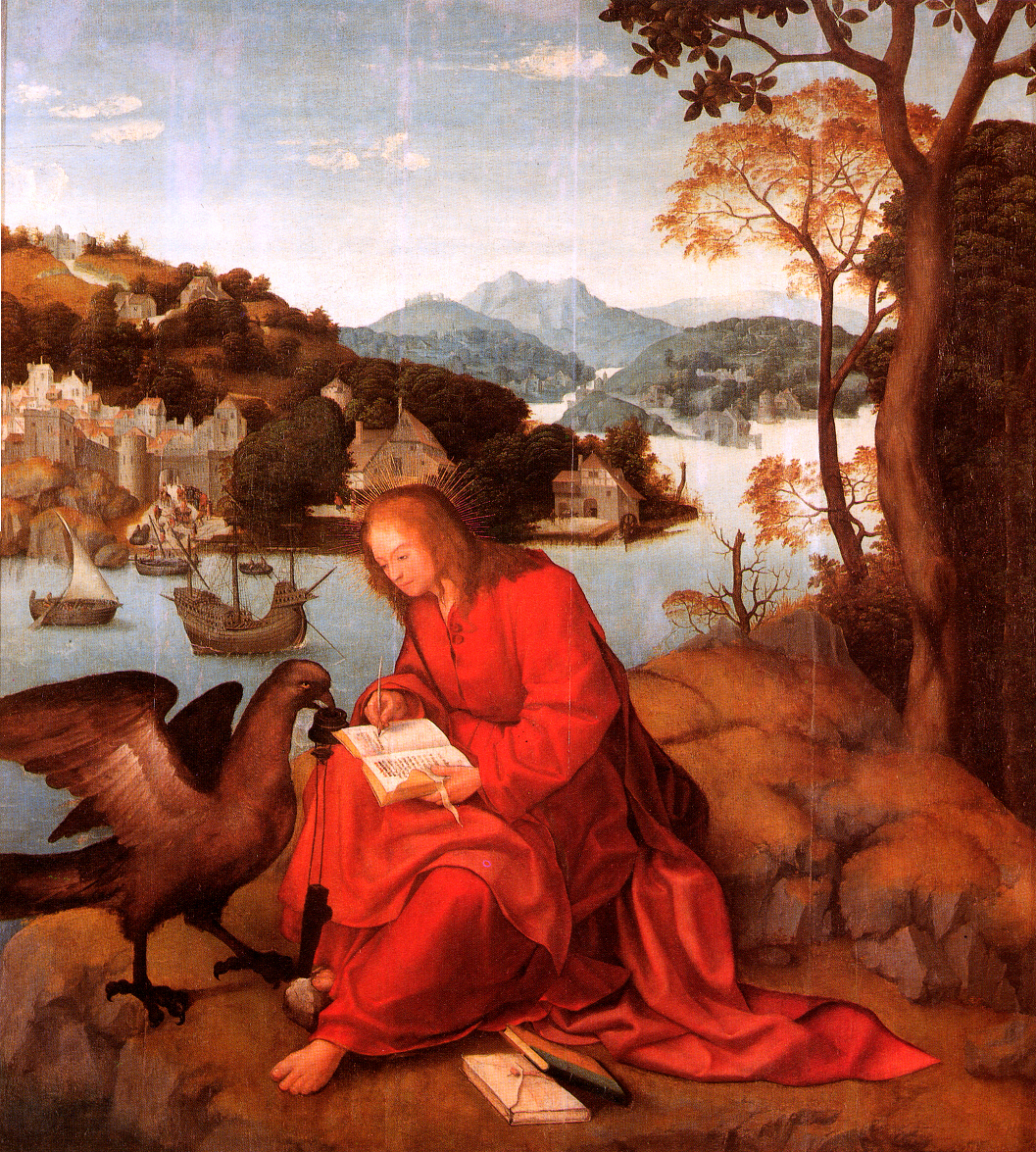
São João em Patmos (Museu da Santa Casa da Misericórdia da Lourinhã)